# 南方特別留学生
南方特別留学生（なんぽうとくべつりゅうがくせい）は、太平洋戦争中の1943年から1944年にかけて、大日本帝国政府が東南アジアの各占領地区から招いた国費留学生である。略称は南特（ナントク）。

## 概要
留学生の出身地は、現在のマレーシア・インドネシア・ミャンマー・タイ・フィリピン・ブルネイであり、当時の各地の有力者、政治家の子弟などそれぞれの土地の将来を担うと見られた有為の人材が多かった。なかでも日本実質支配下での傀儡政府首脳（ビルマ国首相バー・モウ、フィリピン行政府長官バルガス、フィリピン（第2）共和国大統領ラウレルなど）の子弟が含まれていた。
留学生の総数は205名（一説には195名）とされ、そのうち1943年入学の第1期生は104名、1944年入学の第2期生は101名、すべて男子で高等学校在学者・卒業者から選抜された。地域（占領地）別内訳は、フィリピンが最も多く51名（うち第1期生27名 / 以下同じ）、次いでビルマ47名（17名）、ジャワ44名（24名）、スマトラ16名（7名）、マライ12名（8名）、タイ12名（0名）、セレベス11名（11名）、南ボルネオ7名（7名）、バリ・セラム3名（3名）、北ボルネオ2名（0名）である（『アジア戦時留学生』）。

## 経緯

### 留学生の来日と受け入れ

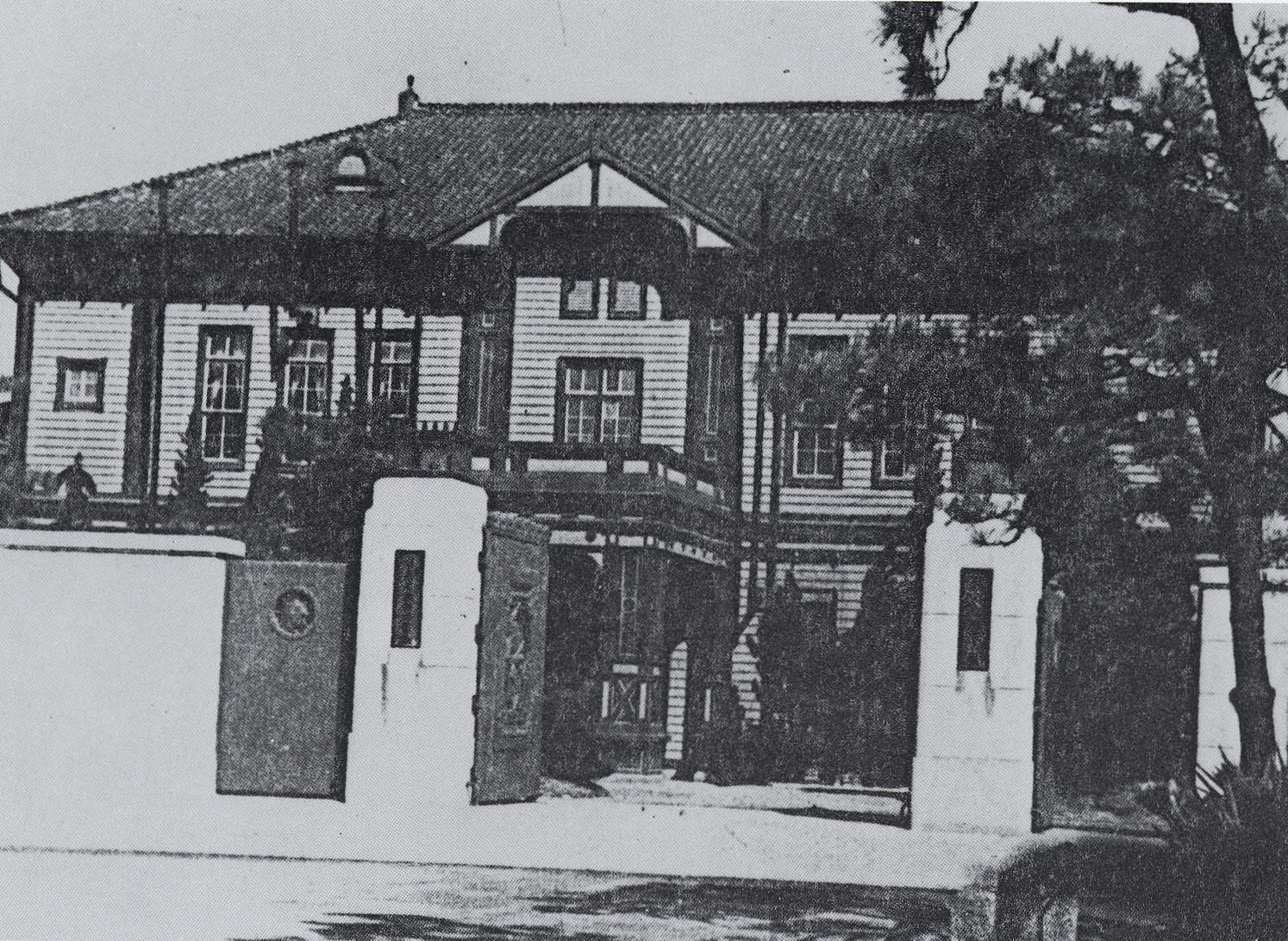
「南特」第1期生のうち最多の20名が入学した広島高等師範学校

1942年初頭から半ばにかけて開始された日本軍政のもと、東南アジアの各占領地では日本語教育が実施された。このような状況の中で日本への留学生が募集され、試験により選抜された候補生たちは、来日に先立って各軍政当局により軍隊式訓練を受けた（インドネシア（オランダ領東インド）の場合、軍政開始にともない3大学すべてが閉鎖されたため、日本留学は高校卒業後の教育を受けられる唯一の機会であった）。
そして第1期生は1943年5月、第2期生は1944年4月頃に来日した（第2期生の来日時、既に日本軍は制空権・制海権を奪われていたため、日本渡航は非常な危険をともなっていた）。彼らは最初の1年間、東京の目黒にあった国際学友会（大東亜省管轄）の日本語学校で語学研究を受け、2年目（第1期生は1944年4月、第2期生は1945年4月から）は指定された専門学校・高等師範学校で大学入学のための予備教育を受けた。留学生の受け入れ校は彼らの出身地を考慮して九州・中国地方など気候温暖な地域の学校（第1期生の場合、最初の受け入れ先で特に多かったのは宮崎高農（現・宮崎大・農）の10名、久留米高工（九大・工）の18名、熊本医大附属専門学校（熊本大・医）の8名、最多が広島高師（広島大・教）の20名で、警察官志望者の場合は横浜警察練習所など）が割り当てられ、私学では明治大学が唯一の受け入れ校となった。留学生はこれらの受け入れ校で日本人学生と区別された特別コースで勉学に励んだ。3年目（第1期生は1945年4月以降）になると留学生は京都帝大・広島文理大（広島大）・陸軍士官学校などに入学した。
留学生は当時の金額で月額100円～120円の奨学金を支給されており、経済的にはあまり困窮していなかった（しかし物資難により食糧の確保には苦労したという）ものの、起床から消灯に至るまで厳格な時間割を順守することが求められ、外出にも許可を要したため一般市民と交流を深める機会はほとんどなかった。また（戦前から滞日していた）一般の東南アジア出身留学生との交流も厳しく制限されていた。

### 戦災・原爆と留学生
戦局悪化にしたがって留学生も戦災に遭うようになり、神奈川県相武台の陸士に入学したジャワ出身留学生の一人はアメリカ軍機の機銃掃射により死亡した。1945年に入って東京での空襲が本格化すると、戦災を避けて留学生を順次地方都市に移す措置がとられ、特に大学の場合、京都帝大が集中的に受け入れることとなった。しかし東京が空襲で壊滅した後には地方都市への空襲が激化したため、各地で留学生寮や受け入れ学校、国際学友会の施設が破壊され、行き場を失った留学生は再び焼け跡の東京に戻らざるを得なくなった。
特に1945年8月6日の広島への原爆投下においては、この時点でインドネシア出身者4名、マラヤ出身者3名が広島文理大・高師で学んでいた。彼らのうちある者は講義中の教室、あるいは市内大手町の萬代橋東詰付近にあった留学生寮（興南寮）において被爆した。行方不明になったマラヤ出身のニック・ユスフ（後に避難先の五日市での死亡が判明し、同町に墓がある）を除く留学生たちは元安川岸に避難し、比較的軽傷であった者は他の被爆者の救援に当たった。彼らは8月末に列車で東京に向かったが、サイド・オマール（マラヤ出身）が体の不調を訴え途中下車して京大病院に入院するも9月初めに死去、京都市内に埋葬された。

### 敗戦による留学事業中止と帰国
敗戦により南方特別留学生受け入れ事業は中止となり、特にマラヤ・ビルマ・フィリピンなど欧米の旧宗主国による支配が復活した地域では留学生に対し帰国命令が出たため、彼らは学業半ばで帰国させられることになった。日本での残留を希望した者は、駐留する連合軍で通訳などの仕事をしながら勉学を継続し、旧オランダ領東インド出身者はインドネシア独立戦争の影響もあって帰国は遅れたものの、多くは1950年代初頭までには学業を終え帰国した（広島で被爆した留学生も、先述の死亡した2名を除き無事に帰国した）。

## 著名な「南特」出身者
出身地に帰国した留学生からは、その後政治家・教育者・実業家・法律家など祖国の政治・経済の中核を担った人々が輩出した。また知日家として各分野で日本との実務交渉にあたった人物も多い。

### インドネシア出身者
- アリフィン・ベイ - 第2期。スマトラ出身。広島文理大⇒慶應義塾大聴講⇒上智大。広島で被爆。神田外語大学教授。
- シャリフ・アディル・サガラ（1925 - 1996） - 第1期。スマトラ出身。広島高師⇒広島文理大⇒京都帝大法学部。広島で被爆。弁護士。
- ハッサン・ラハヤ - 第2期。ジャワ出身。広島文理大⇒慶應義塾大。広島で被爆。実業家・国会議員。
- モハマド・スジマン - 第1期。ジャワ出身。横浜警察練習所⇒京都帝大⇒同大学院。国防省総務部長・プルサダ大学副学長。
- ヨガ・スガマ - 第1期。ジャワ出身。宮崎農専⇒陸士。陸軍大将・国家情報調整省長官。
- ラデン・マス・スキスマン - 第1期。ジャワ出身。熊本医大専門部⇒同医学部。プルサダ大学学長。

### ブルネイ出身者
- ペンギラン・ユソフ - 第2期。広島文理大。広島で被爆。首相。

### マレーシア出身者
- アブドル・ラザク - 第2期。広島文理大。広島で被爆。マラ工科大学・日本留学コースの責任者。
- ラジャ・ノン・チック（1994没） - 第1期。宮崎高農⇒福岡高校理科。上院議員。

### ビルマ出身者
- ザリー・モー - 第1期。東京高師附属中⇒一高文科。バー・モー首相の子。
- チッ・フライン - 第2期。日本語学校再入学。海軍少将・外務大臣。
- トウン・ミン - 第1期。宮崎高農⇒京都帝大農学部。シャン族出身で反政府派指導者。
- フラ・エ - 第1期。久留米高工⇒京都帝大工学部。商務大臣。
- モン・モン・ニュン - 第1期。宮崎高農中退⇒日本語学校再入学。大使・ビルマ航空会長。

### フィリピン出身者
- ロス・サントス - 第1期。広島高師⇒福岡高校文科。マニラ大学総長。
- ママ・シンソア - 第1期。神奈川県警練習所。「モロ族」大首長の子。
- レオカディオ・デアシス - 第1期。富士見警察署講習所。弁護士・経営コンサルタント。
- エドアルド・バルガス - 第1期。東京高校。バルガス比島行政府長官の子。
- ラモン・バルガス - 第1期。麻布中。上記エドアルドの弟。
- マリアノ・ラウレル - 第1期。一高。ラウレル大統領の子。銀行頭取。

## 歴史的評価
日本実質支配下での傀儡政府首脳など、各地の有力者・政治家の子弟を含んでいた「南特」は、そのため皮肉をこめて「大東亜の人質」と呼ばれることもある。また留学生の多くが現地民族の出身者であって華人やインド系の青年が含まれなかった点をもって、人種差別的と指摘されることもある。尚美学園大学准教授の荘発盛はスレンバン出身であり地元の大学に進学できず日本に留学した経歴を持つが、かつての「南特」の制度に対しては否定的であり、戦争を美化する行為であるとの見解を持っている。

## 関連書籍・文献
- 江上芳郎 『南方特別留学生招聘事業の研究』龍渓書舎、1997年 ISBN 9784844784661

「南特」事業に関する包括的かつ浩瀚な研究。
- オスマン・プティ 『わが心のヒロシマ：マラヤから来た南方特別留学生』（小野沢純訳）勁草書房、1991年 ISBN 9784326651313

アブドル・ラザク（上述）の来日から被爆を経て帰国するまでを扱う。
- 上遠野寛子 『東南アジアの弟たち：素顔の南方留学生』暁印書院、2002年 ISBN 9784870151475

国際学友会の本郷寮で留学生の世話に当たった女性の回想。
- 倉沢愛子（編） 『南方特別留学生が見た戦時下の日本人』草思社、1997年 ISBN 4794207778

インドネシア出身留学生9名によるオーラル・ヒストリー。
- 中山士朗 『天の羊』三交社、1982年

サイド・オマール（上述）の伝記。このテーマを扱った書籍としては先駆的なもの。
- 藤原聡・篠原啓一・西出勇志 『アジア戦時留学生：「トージョー」が招いた若者たちの半世紀』共同通信社、1996年 ISBN 4764103680

留学生たちの来日経験とその後の人生を扱ったルポルタージュ。巻末に全205名の名簿を付す。
- レオカディオ・デアシス 『南方特別留学生トウキョウ日記：フィリピン人の見た戦時下の日本人』（高橋彰編訳）秀英書房、1982年

フィリピン出身の留学生デアシス（上述）の当時の日記。
- 「大東亜の人質 南方留学生」『AERA』34号（1992年8月20日）
- 橋本明『ブルネイ前首相ペンギラン・ユスフと「ヒロシマ」 共に生きる』財界研究所、2011年 ISBN 9784879320797

ブルネイ出身の留学生ペンギラン・ユソフの伝記。
- 明治大学百年史編纂委員会 『明治大学百年史』 第四巻 通史編Ⅱ、学校法人明治大学、1994年

明治大学に入学したインドネシア人留学生5名に関する記述あり。